# Грабово (Кольненский повет)
Грабово (пол. Grabowo) — деревня в Польше, входит в состав Кольненского повета Подляского воеводства. Административный центр гмины Грабово. Находится примерно в 16 км к северо-востоку от города Кольно. По данным переписи 2011 года, в деревне проживало 783 человека.
Есть костёл 1-й половины XIX века, бывший усадебный парк. Население преимущественно занято сельским хозяйством.